# One More Lie (Standing in the Shadows)
"One More Lie (Standing in the Shadows)" jest pierwszym singlem brytyjskiego artysty R&B Craiga Davida z jego piątego albumu studyjnego o nazwie Signed Sealed Delivered. Składa się on z chóralnych sampli z utworu zespołu The Four Tops – "Standing in the Shadows of Love". Singiel został wydany w Wielkiej Brytanii w dniu 22 marca 2010 roku jako utwór do cyfrowego pobrania.

## Teledysk
Teledysk utworu "One More Lie (Standing in the Shadows)" zadebiutował 22 stycznia 2010 roku w serwisie YouTube. Trwa on 3:15 minut. Wideo do utworu zostało wyreżyserowane przez Rage dla Lut! Media i skupia się głównie na scenach nakręconych w nocnym klubie. Teledysk został również nominowany przez Urban Music Awards w kategorii Best Video at the 2010.

## Listy utworów i formaty
UK CD 1:
| Nr | Tytuł utworu                                                    | Długość |
| -- | --------------------------------------------------------------- | ------- |
| 1. | „One More Lie (Standing in the Shadows)”                        | 3:04    |
| 2. | „One More Lie (Standing in the Shadows)” (Red Top Mix)          | 5:50    |
| 3. | „One More Lie (Standing in the Shadows)” (Haji & Emmanuel Mix)  | 7:27    |
| 4. | „One More Lie (Standing in the Shadows)” (Donae'o Mix)          | 4:31    |
| 5. | „One More Lie (Standing in the Shadows)” (Ill Blu Mix)          | 5:03    |
| 6. | „One More Lie (Standing in the Shadows)” (LMC 12" Vocal Mix)    | 5:49    |
| 7. | „One More Lie (Standing in the Shadows)” (Kenny Hayes Club Mix) | 5:46    |
| 8. | „One More Lie (Standing in the Shadows)” (Groove Odyssey Mix)   | 3:35    |
|    |                                                                 | 41:05   |

UK CD 2 (Promo):
| Nr | Tytuł utworu                             | Długość |
| -- | ---------------------------------------- | ------- |
| 1. | „One More Lie (Standing in the Shadows)” | 3:04    |

Digital download:
| Nr | Tytuł utworu                                                   | Długość |
| -- | -------------------------------------------------------------- | ------- |
| 1. | „One More Lie (Standing in the Shadows)”                       | 3:04    |
| 2. | „One More Lie (Standing in the Shadows)” (Haji & Emmanuel Mix) | 3:00    |
| 3. | „One More Lie (Standing in the Shadows)” (Donae'o Mix)         | 4:31    |
|    |                                                                | 10:35   |

Digital download (iTunes, remiksy sprzedawane oddzielnie):
| Nr | Tytuł utworu                                                  | Długość |
| -- | ------------------------------------------------------------- | ------- |
| 1. | „One More Lie (Standing in the Shadows)” (RedTop Mix)         | 3:18    |
| 2. | „One More Lie (Standing in the Shadows)” (Groove Odyssey Mix) | 3:35    |

Digital download (Amazon, remiksy sprzedawane oddzielnie):
| Nr | Tytuł utworu                                                   | Długość |
| -- | -------------------------------------------------------------- | ------- |
| 1. | „One More Lie (Standing in the Shadows)” (Haji & Emmanuel Mix) | 3:00    |
| 2. | „One More Lie (Standing in the Shadows)” (Ill Blu Mix)         | 5:03    |
| 3. | „One More Lie (Standing in the Shadows)” (Donae'o Mix)         | 4:31    |

## Pozycje na listach
"One More Lie (Standing in the Shadows)" zadebiutował na UK Singles Chart na #76 miejscu w tygodniu rozpoczynającym się 28 marca 2010 i utrzymał się liście tylko jeden tydzień. Był to jeden z najniższych rezultatów w karierze Craiga, wyłączając singiel "Officially Yours" z 2008 roku, który wówczas uplasował się poza Top 100, zajmując #158 miejsce.
| Lista                  | Najlepsza pozycja |
| ---------------------- | ----------------- |
| Ultratop 50 (Flandria) | 12                |
| Ultratop 50 (Walonia)  | 6                 |
| Gaon Singles Chart     | 193               |
| Gaon Streaming Chart   | 43                |
| Gaon Digital Chart     | 38                |
| Japan Hot 100          | 89                |
| UK Top 100             | 76                |
| UK R&B Chart           | 3                 |